# شانزدهمین جشن سینمای ایران
شانزدهمین دوره جشن بزرگ سینمای ایران پس از دو سال عدم برگزاری در ۲۱ شهریور ۱۳۹۳ برگزار شد. این دوره به دلیل عدم جذب پشتیبان مالی مناسب در قالب یک جشن وسیع برگزار نشد و جوایز جشن به خانه‌های برندگان ارسال شد.

## تعداد نامزدها و برنده‌ها
فیلمهایی که در چند رشته کاندیدای دریافت تندیس بودند:
| ملکه                | ۱۱ |
| پذیرایی ساده        | ۷  |
| حوض نقاشی           | ۶  |
| روزهای زندگی        | ۶  |
| استرداد             | ۶  |
| دربند               | ۵  |
| طبقه حساس           | ۵  |
| خوابم می‌آد          | ۴  |
| گذشته               | ۳  |
| پله آخر             | ۳  |
| زندگی با چشمان بسته | ۳  |
| خسته نباشید         | ۳  |
| پل چوبی             | ۳  |
| دهلیز               | ۳  |
| پنج ستاره           | ۳  |
| برف روی کاج‌ها       | ۳  |

فیلمهایی که موفق به دریافت چند تندیس شدند:
| ملکه         | ۱۰ |
| روزهای زندگی | ۳  |
| استرداد      | ۲  |
| خسته نباشید  | ۲  |

## لیست جوایز بخش فیلمهای داستانی[۱][۲][۳]
| تندیس بهترين فيلم - ابوالقاسم حسینی – ملکه - مانی حقیقی – پذیرایی ساده - منوچهر محمدی – حوض نقاشی - امیر سمواتی – دربند - سعید سعدی – روزهای زندگی                                                 | تندیس بهترين کارگردانی - محمدعلی باشه‌آهنگر – ملکه - مانی حقیقی – پذیرایی ساده - پرویز شهبازی – دربند - اصغر فرهادی – گذشته - علی مصفا – پله آخر                                                                        |
| تندیس بهترين بازیگر زن - هنگامه قاضیانی – روزهای زندگی - نگار جواهریان – حوض نقاشی - لیلا حاتمی – پله آخر - ترانه علیدوستی – زندگی با چشمان بسته - شیرین یزدان‌بخش – بوسیدن روی ماه                 | تندیس بهترين بازیگر مرد - میلاد کی‌مرام – ملکه - شهاب حسینی – حوض نقاشی - مانی حقیقی – پذیرایی ساده - رضا عطاران – طبقه حساس - علی مصفا – گذشته                                                                         |
| تندیس بهترين بازیگر زن نقش مکمل - یکتا ناصر – یکی می‌خواد باهات حرف بزنه - پگاه آهنگرانی – دربند - پانته‌آ بهرام – من مادر هستم - رویا تیموریان – ابرهای ارغوانی - پریوش نظریه – زندگی با چشمان بسته | تندیس بهترين بازیگر مرد نقش مکمل - حمیدرضا آذرنگ – ملکه - فرهاد آئیش – زندگی با چشمان بسته - یدالله شادمانی – خسته نباشید! - اکبر عبدی – خوابم می‌آد - حسین محجوب – با دیگران                                           |
| تندیس بهترين فیلمنامه - اصغر فرهادی – گذشته - علی اصغری – دهلیز - ناصر ضمیری – با دیگران - علی‌اکبر قاضی‌نظام – پنج ستاره - پیمان معادی – برف روی کاج‌ها                                              | تندیس بهترين فیلمنامه اقتباسی - علی مصفا – پله آخر |
| تندیس بهترين فيلمبرداری - علیرضا زرین‌دست – ملکه - محمد آلادپوش – حوض نقاشی - هومن بهمنش – پذیرایی ساده - حسین جعفریان – بوسیدن روی ماه - محمود کلاری – استرداد                                     | تندیس بهترين تدوین - حمید باشه‌آهنگر – ملکه - بهرام دهقان، رضا شیروانی – گناهکاران - هایده صفی‌یاری – پذیرایی ساده - سپیده عبدالوهاب – زندگی مشترک آقای محمودی و بانو - محمدرضا مویینی، میثم مویینی – جیب‌بر خیابان جنوبی |
| تندیس بهترین طراحی صحنه - عباس بلوندی – ملکه - ایرج رامین‌فر – استرداد - پروین صفری – پل چوبی - امیرحسین قدسی – پذیرایی ساده - کیوان مقدم – دربند                                                   | تندیس بهترین طراحی لباس - ایرج رامین‌فر – استرداد - پروین صفری – پل چوبی - نگار نعمتی – قاعده تصادف |
| تندیس بهترین صدابرداری - عباس رستگارپور – ملکه - بابک اخوان – پل چوبی - بابک بنی‌اردلان – روز روشن - وحید مقدسی – پذیرایی ساده - یدالله نجفی، رشید دانشمند – قاعده تصادف                            | تندیس بهترین صداگذاری و میکس - امیرحسین قاسمی – ملکه - حسین ابوالصدق – خوابم می‌آد - بهمن بنی‌اردلان – روز روشن - مسعود بهنام، محمد کشفی – حوض نقاشی - محمدرضا دلپاک، حسین مهدوی – استرداد                               |
| تندیس بهترين موسیقی متن - ستار اورکی – استرداد - سعید انصاری – حوض نقاشی - فریدون شهبازیان – فرزند چهارم - محمدرضا علیقلی – روزهای زندگی - پیمان یزدانیان – طبقه حساس                              | تندیس بهترين چهره‌پردازی - عباس صالحی – روزهای زندگی - عبدالله اسکندری – یک عاشقانه ساده - ایمان امیدواری – خوابم می‌آد - سودابه خسروی – طبقه حساس - محمدرضا قومی – دربند                                                |
| تندیس بهترین جلوه‌های ویژه بصری - حسن ایزدی – ملکه - بهنام خاکسار – طبقه حساس - امیر سحرخیز، کامران سحرخیز – فرزند چهارم - جواد مطوری – تنهای تنهای تنها - امیررضا معتمدی – ضد گلوله                | تندیس بهترین جلوه‌های ویژه میدانی - محسن روزبهانی – روزهای زندگی - محمد رضا ترکمان – ۵۰ قدم آخر - محسن روزبهانی – ملکه - حمید سلیمانی – چ - عباس شوقی – طبقه حساس                                                       |
| تندیس بهترین فیلم اول - رضا میرکریمی – خسته نباشید! - سید جمال ساداتیان – برف روی کاج‌ها - رضا درمیشیان – بغض - امیر سمواتی – پنج ستاره - سید محمود رضوی – دهلیز                                    | تندیس بهترین کارگردانی فیلم اول - افشین هاشمی، محسن قرایی – خسته نباشید! - مهشید افشارزاده – پنج ستاره - بهروز شعیبی – دهلیز - رضا عطاران – خوابم می‌آد - پیمان معادی – برف روی کاج‌ها                                   |
| تندیس بهترین مدیر تولید - سید علی قائم‌مقامی – چ - وحید مدنی – روزهای زندگی - عباس درخشنده – هیس! دخترها فریاد نمی‌زنند - طهورا ابوالقاسمی – استرداد - صادق آذین – ضد گلوله                          | تندیس بهترین آنونس - رامبد جوان - خسته نباشید! |